# Kessler Jenő Attila
Kessler Jenő Attila, Eugen Kessler (Torda, 1939. december 23. –) biológus, paleo-ornitológus, szakíró, egyetemi tanár.

## Életpályája
A kolozsvári Brassai Sámuel Líceum esti tagozatán érettségizett 1958-ban, közben 1955–1958 között porcelánfestő szakmunkás volt a kolozsvári Iris Porcelángyárban. A Bolyai Tudományegyetemen kezdte egyetemi tanulmányait, majd a Babeș–Bolyai Tudományegyetemen végzett biológia-földrajz szakon 1963-ban. 1963–1965 között az erdővidéki Felsőrákoson általános iskolai tanár volt, 1965–1970 között a nagyváradi Egészségügyi Technikumban, majd a 13. sz. iskolában tanított 1990-ig. Egy évig az Ady Endre Líceumban volt tanár. 1991-től adjunktus, 1994-től docens, 1998-tól pedig professzor a Babeș-Bolyai Tudományegyetem Biológia és Geológia Karán. A Gerinces állattan és összehasonlító anatómia, Az ember bonctani, funkcionális anatómiája és biomechanikája, valamint az Ornitológia és Etológia kurzusok előadója. 2002-ben áttelepült Magyarországra, és nyugdíjaztatta magát. Azóta megbízott előadó volt (Alkalmazott csonttan, Dinoszauruszok és ősmadarak, Alkalmazott paleoökológia kurzusok) az ELTE Őslénytani Tanszékén 2018 decemberéig..

## Kutatási területe
A madarak őslénytana és régészeti állattana.

## Munkássága
Kutatómunkáját Jurcsák Tibor paleontológus irányításával 1969-ben, külső munkatársként kezdte a nagyváradi Körösök Vidéke Múzeum Természetrajzi Osztályán. 1977-ben doktorált a Bukaresti Egyetem Biológia Karán. Szakterülete a Kárpát-medence mezozoikumi, harmad- és negyedidőszaki madárvilága, valamint a madarak eredetének és evolúciójának vizsgálata.
Eredményeit számos előadás során és tudományos-, illetve ismeretterjesztő cikkben közli. Legjelentősebb eredménye három ősmadár taxon leírása a Király-erdő hegységben található Cornet nevü, alsó-kréta korú, 145 millió éves lelőhelyről. Romániai, magyarországi, moldáviai, törökországi, szlovákiai és szerbiai lelőhelyekről dolgozott fel és közölt madárcsontleleteket.

## Az általa leírt kihalt taxonok listája
- Palaeocursornithiformes n. ord., Palaecursornithidae n. fam., Palaeocursornis biharicus Kessler & Jurcsák, 1985 n. gen. et sp. Átnevezve: Protospheniscus biharicus Kessler, 2013.
- Limnornithiformes n. ord., Limnornithidae n. fam., Eurolimnornis corneti Kessler & Jurcsák, 1984 n. gen. et sp.
- Sarmatosula dobrogensis Grigorescu & Kessler, 1977 n. gen. et sp.
- Ciconia sarmatica Grigorescu & Kessler, 1977 n. sp.
- Grus miocenicus Grigorescu & Kessler, 1977 n. sp.
- Corvus simionescui Kessler, 1984 n. sp.
- Gavia moldavica Kessler, 1984 n. sp.
- Podiceps miocenicus Kessler, 1984 n. sp.
- Morus olsoni Grigorescu & Kessler, 1988 n. sp.
- Diomedea rumana Grigorescu & Kessler, 1988 n. sp.
- Branta minor Kessler & Gal, 1996 n. sp.
- Otis bassarabicus Kessler & Gal, 1996 n. sp.
- Tringa grigorescui Kessler & Gal, 1996 n. sp.
- Miodytes serbicus Dimitrievic, Gal & Kessler, 2000, n. gen. et. sp.
- Podiceps csarnotanus Kessler, 2009 n. sp.
- Heliadornis minor Kessler, 2009, n. sp.
- Egretta polgardiensis Kessler, 2009, n. sp.
- Clangula matraensis Kessler, 2009, n. sp.
- Mergus minor Kessler, 2009, n. sp.
- Heliornis sumeghensis Kessler, 2009, n. sp.
- Porzana matraensis Kessler, 2009, n. sp.
- Porzana kretzoii Kessler, 2009, n. sp.
- Calidris janossyi Kessler, 2009, n. sp.
- Charadrius lambrechti Kessler, 2009, n. sp.
- Diomedeoides harmathi Kessler, 2009, n. sp.
- Cygnopterus neogradiensis Kessler & Hir, 2009, n. sp.
- Cuculus pannonicus Kessler, 2010, n. sp.
- Glaucidium baranensis Kessler, 2010, sp. n.
- Eurystomus beremendensis Kessler, 2010, sp. n
- Corvus harkanyiensis Kessler, 2010, sp. n.
- Pandion pannonicus Kessler, 2018, sp. n. (Máriahalom oligocénjéből)
- Luscinia jurcsaki Kessler et Venczel, 2011 n. sp. (az erdélyi miocénból);
- Tadorna minor Kessler et Hír, 2012 n. sp.;
- Rallicrex litkaensis Kessler et Hír, 2012 n. sp.;
- Galerida cserhatensis Kessler et Hír, 2012 n. sp.;
- Lullula neogradensis Kessler et Hír, 2012 n. sp.;
- Praealauda hevesensis Kessler et Hír, 2012 n. g. et n. sp.;
- Anthus antecedens Kessler et Hír, 2012 n. sp.;
- Cinclus major Kessler et Hír, 2012 n. sp.;
- Turdicus minor Kessler et Hír, 2012 n. sp.;
- Muscicapa leganyii Kessler et Hír, 2012 n. sp.;
- Erithacus horusitskyi Kessler et Hír, 2012 n. sp.;
- Luscinia praeluscinia Kessler et Hír, 2012 n. sp.;
- Certhia janossyi Kessler et Hír, 2012 n. sp.;
- Phylloscopus miocaenicus Kessler et Hír, 2012 n. sp.;
- Lanius schreteri Kessler et Hír, 2012 n. sp.;
- Bombycilla hamori Kessler et Hír, 2012 n. sp.;
- Sturnus kretzoii Kessler et Hír, 2012 n. sp.;
- Emberiza bartkoi Kessler et Hír, 2012 n. sp. (az észak-magyarországi miocénból);
- Anas denesi, Kessler, 2013, n. sp.;
- Alauda tivadari Kessler, 2013, n. sp.;
- Lullula minor Kessler, 2013, n. sp.;
- Calandrella gali Kessler, 2013, n. sp.;
- Hirundo gracilis Kessler, 2013, n. sp.;
- Delichon polgardiensis Kessler, 2013, n. sp.;
- Riparia minor Kessler, 2013, n. sp.;
- Aegithalos gaspariki Kessler, 2013, n. sp.;
- Sitta gracilis Kessler, 2013, n. sp.;
- Tichodroma capeki Kessler, 2013, n. sp.;
- Muscicapa miklosi Kessler, 2013, n. sp.;
- Luscinia denesi Kessler, 2013, n. sp.;
- Saxicola lambrechti Kessler, 2013, n. sp.;
- Oenanthe kormosi Kessler, 2013, n. sp.;
- Turdicus pannonicus Kessler, 2013, n. sp.;
- Turdus miocaenicus Kessler, 2013, n. sp.;
- Turdus polgardiensis Kessler, 2013, n. sp.;
- Cettia janossyi Kessler, 2013, n. sp.;
- Acrocephalus major Kessler, 2013, n. sp.;
- Acrocephalus minor Kessler, 2013, n. sp.;
- Hippolais veterior Kessler, 2013, n. sp.;
- Sylvia intermedia Kessler, 2013, n. sp.;
- Locustella kordosi Kessler, 2013, n. sp.;
- Phylloscopus venczeli Kessler, 2013, n. sp.;
- Anthus híri Kessler, 2013, n. sp.;
- Motacilla intermedia Kessler, 2013, n. sp.;
- Bombycilla brevia Kessler, 2013, n. sp.;
- Troglodytes robustus Kessler, 2013, n. sp.;
- Cinclus gaspariki Kessler, 2013, n. sp.;
- Prunella freudenthali Kessler, 2013, n. sp.;
- Lanius capeki Kessler, 2013, n. sp.;
- Sturnus brevis Kessler, 2013, n. sp.;
- Passer híri Kessler, 2013, Kessler, 2013, n. sp.;
- Carduelis kretzoii Kessler, 2013, n. sp.;
- Carduelis lambrechti Kessler, 2013, n. sp.;
- Pyrrhula gali Kessler, 2013, n. sp.;
- Fringilla kormosi Kessler, 2013, n. sp.;
- Emberiza pannonica Kessler, 2013, n. sp.;
- Emberiza polgardiensis Kessler, 2013, n. sp.;
- Plectrophenax veterior Kessler, 2013, n. sp. (a polgárdi miocénból);
- Galerida pannonica Kessler, 2013, n. sp.;
- Lullula parva Kessler, 2013, n. sp.;
- Hirundo major Kessler, 2013, n. sp.;
- Delichon pusillus Kessler, 2013, n. sp.;
- Aegithalos congruis Kessler, 2013, n. sp.;
- Parus robustus Kessler, 2013, n. sp.;
- Parus parvulus Kessler, 2013, n. sp.;
- Sitta pussila Kessler, 2013, n. sp.;
- Certhia immensa Kessler, 2013, n. sp.;
- Saxicola baranensis Kessler, 2013, n. sp.;
- Saxicola parva Kessler, 2013, n. sp.;
- Phoenicurus erikai Kessler, 2013, n. sp.;
- Oenanthe pongraczi Kessler, 2013, n. sp.;
- Turdus major Kessler, 2013, n. sp.;
- Turdus medius Kessler, 2013, n. sp.;
- Turdus minor Kessler, 2013, n. sp.;
- Cettia kalmani Kessler, 2013, n. sp.;
- Acrocephalus kretzoii Kessler, 2013, n. sp.;
- Acrocephalus kordosi Kessler, 2013, n. sp.; Sylvia pussila Kessler, 2013, n. sp.; Locustella janossyi Kessler, 2013, n. sp.; Phylloscopus pliocaenicus Kessler, 2013, n. sp.; Anthus baranensis Kessler, 2013, n. sp.; Cinclus minor Kessler, 2013, n. sp.; Prunella kormosi Kessler, 2013, n. sp.; Lanius hungaricus Kessler, 2013, n. sp.; Passer minusculus Kessler, 2013, n. sp.; Carduelis parvulus Kessler, 2013, n. sp.; Carduelis medius Kessler, 2013, n. sp.; Pyrrhula minor Kessler, 2013, n. sp.; Fringilla petényii Kessler, 2013, n. sp.; Loxia csarnótanus Kessler, 2013, n. sp.; Pinicola kubinyii Kessler, 2013, n. sp.; Emberiza media Kessler, 2013, n. sp.; Emberiza parva Kessler, 2013, n. sp. (a csarnótai pliocénból); Melanocorypha minor Kessler, 2013, n. sp.; Galerida pannonica Kessler, 2013, n. sp.; Lullula parva Kessler, 2013, n. sp.; Lullula minuscula Kessler, 2013, n. sp.; Delichon major Kessler, 2013, n. sp.; Parus robustus Kessler, 2013, n. sp.; Parus medius Kessler, 2013, n. sp.; Sitta villanyensis Kessler, 2013, n. sp.; Muscicapa petényii Kessler, 2013, n. sp.; Erithacus minor Kessler, 2013, n. sp.; Luscinia pliocaenica Kessler, 2013, n. sp.; Saxicola baranensis Kessler, 2013, n. sp.; Saxicola magna Kessler, 2013, n. sp.; Monticola pongraczi Kessler, 2013, n. sp.; Phoenicurus baranensis Kessler, 2013, n. sp.; Oenanthe pongraczi Kessler, 2013, n. sp.; Turdus major Kessler, 2013, n. sp.; Turdus medius Kessler, 2013, n. sp.; Turdus minor Kessler, 2013, n. sp.; Oriolus beremendensis Kessler, 2013, n. sp.; Acrocephalus kretzoii Kessler, 2013, n. sp.; Sylvia pussila Kessler, 2013, n. sp.; Locustella magna Kessler, 2013, n. sp.; Locustella janossyi Kessler, 2013, n. sp.; Regulus pliocaenicus Kessler, 2013, n. sp.; Motacilla minor Kessler, 2013, n. sp.; Motacilla robusta Kessler, 2013, n. sp.; Bombycilla kubinyii Kessler, 2013, n. sp.; Prunella kormosi Kessler, 2013, n. sp.; Lanius major Kessler, 2013, n. sp.; Lanius intermedius Kessler, 2013, n. sp.; Sturnus pliocaenicus Kessler, 2013, n. sp.; Sturnus baranensis Kessler, 2013, n. sp.; Passer pannonicus Kessler, 2013, n. sp.; Coccothraustes major Kessler, 2013, n. sp.; Loxia csarnótanus Kessler, 2013, n. sp.; Emberiza gaspariki Kessler, 2013, n. sp. (a beremendi pliocénból).
- Pliogallus csarnotanus Kesler & Horváth, 2022 – Csarnóta 4, Pliocén
- Praecarbo strigoniensis Kesler & Horváth, 2023 – Máriahalom, Felső-oligocén

## Egyetemi tankönyvei, jegyzetei és tudománynépszerüsítő könyvei
- Kessler Jenő. 1997. Ornitológia. Egyetemi tankönyv biológushallgatók számára. Stúdium Kiadó, Erdélyi Tankönyvtanács, Kolozsvár. ISBN 973-9258-30-1
- Kessler Jenő. 1998. Etológia. Stúdium Kiadó, Erdélyi Tankönyvtanács, Kolozsvár
- Kessler Jenő. 1998. A gerincesek rendszertana, törzsfejlődése és összehasonlító bonctana. Egyetemi tankönyv biológusok számára. Stúdium Kiadó, Erdélyi Tankönyvtanács, Kolozsvár. ISBN 973-9422-01-2
- Kessler Jenő és Kis Erika. 2000. Az emberi test anatómiája. Erdélyi Tankönyvtanács, Ábel Kiadó, Kolozsvár. ISBN 973-99814-9-6
- Kessler Jenő. 2012. Egy biológus eretnek gondolatai. Publio Kiadó, Budapest. ISBN 978-615-5275-10-4
- Kessler Jenő. 2013 Kárpát-medence madárvilágának őslénytani kézikönyve. Könyvműhely Kiadó, Miskolc. ISBN 978-963-08-5742-0
- Kessler Jenő. 2015. Dinoszauruszok és ősmadarak. Publio Kiadó, Budapest.  ISBN 978-963-424-431-8
- Kessler Jenő. 2016. Az ősmadarak és utódiak nyomában. Publio Kiadó, Budapest. ISBN 978-963-424-845-3
- Kessler Jenő. 2017. A titokzatos és lenyügöző madárvilág. Publio Kiadó, Budapest. ISBN 978-963-443-320-0

## Fontosabb dolgozatai, cikkei
- Grigorescu, D. & Kessler, E. 1977. The Middle Sarmatian avian fauna of South Dobrogea. Revue Roumaine de Géologie, Géophysique et Géographie – Série de Géologie 21: 93-108.
- Grigorescu, D. & Kessler, E. 1980. A new specimen of Elopteryx nopcsai Andrews from the dinosaurian beds of Hațeg Basin. Revue Roumaine de Géologie, Géophysique et Géographie – Série de Géologie 24: 171-175.
- Grigorescu, D. & Kessler, E. 1988. New contributions to the knowledge of the Sarmatian birds from South Dobrogea in the frame of Eastern Paratethyan avifauna. Revue Roumaine de Géologie, Géophysique et Géographie – Série de Géologie 32: 91-97.
- Kessler, E. & Jurcsák, T. 1984. Fossil bird remains in the bauxite from Cornet (Romania, Bihor county). Travaux du Muséum d’Histoire naturelle „Grigore Antipa” 25: 393-401.
- Kessler, E. & Jurcsák, T. 1986. New contributions to the knowledge of the Lower Cretaceous bird remains from Cornet (Romania). Travaux du Muséum d’Histoire naurelle „Grigore Antipa” 27: 289-295.
- Kessler, E. & Gál, E. 1996. New taxa in the Neogene bird fauna from Eastern Paratethys. Studia Universitatis Babeș-Bolyai, Series Biologia 41/2: 73-79.
- Gál, E., Hír, J., Kessler, E., Kókay J., Mészáros, L. & Venczel, M. 1999. Middle Miocene fossils from Mátraszőlős 1. (Hungary). Nógrád Megyei Múzeumok Évkönyve 23: 41-48.
- Gál, E., Hír, J., Kessler, E., Kókay J., Mészáros, L. & Venczel, M. 2000. Középső-miocén ősmaradványok a Mátraszőlős, Rákóczi-kápolna alatti útbevágásból. II. A Mátraszőlős 2. lelőhely. Folia Historico Naturalia Musei Matraensis 24: 39-75.
- Dimitrijević, V., Gál, E. & Kessler, E. 2002. A new genus and new species of grebe (Podicipediformes, Aves) from the Early Miocene lake deposits of Valjevo Basin (Serbia). Fragmenta Palaeontologica Hungarica 20: 3-7.
- Kessler, E., Grigorescu, D. & Csiki, Z. 2005. Elopteryx revisited – a new bird-like specimen from the Maastrichtian of the Hateg Basin (Romania). Acta Palaeontologica Romaniae 5: 249-258.
- Kessler J. 2008. A Kárpát-medence madárvilágának kialakulása az évszázados madárőslénytani kutatások eredményeinek tükrében. Magyar Tudomány 2008/10: 1220-1227.
- Kessler, E. 2009. The oldest modern bird (Ornithurinae) remains from the Early Oligocene of Hungary. Fragmenta Palaeontologica Hungarica 27: 93-96.
- Kessler, E. & Hír, J. 2009. A new anserid species from the Neogene of Hungary. Fragmenta Palaeontologica Hungarica 27: 97-101.
- Kessler J. 2009. Madárevolúció: fajképződés, fajöltő, kihalás vagy változás? Magyar Tudomány 2009/5: 586-596.
- Kessler J. 2009. Új eredmények a Kárpát-medence neogén és negyedidőszaki madárvilágához, I. Földtani Közlöny 139/1: 67-82.
- Kessler J. 2009. Új eredmények a Kárpát-medence neogén és negyedidőszaki madárvilágához, II. Földtani Közlöny 139/3: 445-468.
- Kessler, E. & Venczel, M. 2009. Bird remains from the Middle Miocene of Subpiatră(W-Romania). Nymphaea 36: 27-36.
- Kessler J. 2010. Új eredmények a Kárpát-medence neogén és negyedidőszaki madárvilágához, III. Földtani Közlöny 140/1: 53-72.
- Kessler J. 2010. Madáreredet és -evolúció új szemszögből nézve. Magyar Tudomány 2010/6: 650-662.
- Kessler, E. 2013. Neogene songbirds (Aves, Passeriformes) faunae from Hungary. Hantkeniana: 37-149. Budapest, 2013
- Kessler, J ( E). 2014. Fossil and subfossil bird remains and faunas from Carpathian Basin. Ornis Hungarica 22 (2): 65-125. Budapest, 2014
- Kessler, J ( E). 2015. Osteological guide of songbirds from Central Europe. Ornis Hungarica 23 (2): 62-155. Budapest, 2015
- Kessler, J ( E). 2016. Picidae in the European fossil, subfossil and recent bird faunas and their osteological charachteristics. Ornis Hungarica 24 (1): 96-114. Budapest, 2016
- Kessler, J ( E). 2017. Water birds fauna in the Carpathian Basin fom the beginnings through historical times. Ornis Hungarica 25 (1):  70-100. Budapest, 2017
- Kessler, J ( E). 2017. Evolution and skeletal characteristics of Europeran owls. Ornis Hungarica 25 (2): 65-103. Budapest, 2017
- Kessler, J ( E). 2018. Evolution and presence of diurnal predatory birds in the Carpathian Basin. Ornis Hungarica 26 (1): 102-123. Budapest, 2018
- Kessler, J ( E). 2019. Pigeons, sandgouse, cuckoos, nightjars, rollers, bee-eaters, kingfishers and swifts in the European fossil avifauna and their osteological characteristics. Ornis Hungarica 27 (1): 132-165. Budapest, 2019
- Kessler, J ( E). 2020. Evolution of Corvids and their Presence in  the Neogene  and the Quaternary in the Carpathian Basin. Ornis Hungarica 28 (1): 121-168. Budapest, 2020
- Kessler, J (E). 2020. Evolution of Songbirds (Passeriformes) and their Presence in the Neogene and the Quaternary in the Carpathian Basin. Ornis Hungarica 2020. 28(2): 158–203. DOI: 10.2478/orhu-2020-0024
- Kessler, J (E), Horváth, I. 2021. The wing phalanges (phalanx proximalis digiti majoris) of Gaviiformes, Podicipediformes, Pelecaniformes, Ardeiformes, Anseriformes, Gruiformes, Ralliformes, Charadriiformes.  Ornis Hungarica 2021. 29(1): 149–169. DOI: 10.2478/orhu-2021-0012
- Horváth, I., Kessler, J (E) & Pecsics, T. 2021. The wing phalanges (Phalanx proximalis digiti majoris) of European Accipitriformes and Falconiformes. Ornis Hungarica 2021. 29(2): 93–106. DOI: 10.2478/orhu-2021-0022
- Kessler, J (E).  & Horváth, I. 2022a. Presentation of so far undetermined bird remains from the Pliocene of Beremend 26 and Csarnóta 2 and 4 (Baranya county, South Hungary) – Ornis Hungarica 2022. 30(1): 47–68. DOI: 10.2478/orhu-2022-0004
- Kessler, J (E).  & Horváth, I. 2022b. Presentation of so far undetermined bird remains from the Upper Miocene (MN13) of Polgárdi 4 and 5 (Fejér county, West Hungary) – Ornis Hungarica 2022. 30(2): 163–175. DOI: 10.2478/orhu-2022-0027
- Kessler, J (E).  & Horváth, I. 2023. Praecarbo strigoniensis, a new genus and species of Cormorants (Phalacrocoracinae) from the Late Oligocene of Hungary – Ornis Hungarica 2023. 31(1):  126–132. DOI: 10.2478/orhu-2023-0008
- Kessler, J. & Hír, J. 2012. Észak-Magyarország madárvilága a miocénben I. Földtani közlöny 142/1: 67-78. Budapest, 2012
- Kessler, J. & Hír, J. 2012. Észak-Magyarország madárvilága a miocénben II. Földtani közlöny 141/2: 149-168. Budapest, 2012
- Kessler, E. & Venczel, M 2011: A new passeriform bird from the Middle Miocene of Subpiatră (W-Romania). Nymphaea, Folia naturae Bihariae XXXVIII:17-22 Oradea